# Pârșcoveni
Pârșcoveni es una comuna ubicada en el distrito de Olt, Rumania.

## Superficie
Posee una superficie de 28,80 kilómetros cuadrados.

## Demografía
Hasta 2021 la población era de 2744 habitantes, con una densidad de población de 95,28 habitantes por kilómetro cuadrado.